# 니시토키촌
니시토키촌(일본어: 西陶器村)은 일본 오사카부 오토리군·센보쿠군에 설치되었던 촌이다. 현재의 사카이시 나카구와 미나미구의 각각 일부에 해당한다.